# Ben Hunt-Davis
Ben Hunt-Davis, född den 15 mars 1972 i Tidworth i Storbritannien, är en brittisk roddare.
Han tog OS-guld i åtta med styrman i samband med de olympiska roddtävlingarna 2000 i Sydney.